# 44-я стрелковая дивизия (1-го формирования)
44-я стрелковая дивизия — формирование (соединение) стрелковых войск РККА в период Гражданской и Второй мировой войн.
Полное наименование — 44-я Киевская Краснознамённая стрелковая дивизия имени Н. А. Щорса.
Сокращённое наименование — 44 сд, 44 кксд.

## История
Сформирована в августе 1919 года путём объединения 1-й Украинской советской дивизии и 44-й (бывшей 3-й) пограничной дивизии.

### От повстанцев к регулярной армии
22 сентября 1918 года на основании решения ЦК КП(б) Украины был подписан приказ о формировании в нейтральной зоне между германскими оккупационными войсками и Советской Россией 1-й и 2-й Украинских повстанческих дивизий по четыре полка в каждой.
На территории Черниговской губернии формировалась 1-я повстанческая дивизия преимущественно из повстанческих отрядов Таращанского и Новгород-Северского уездов. Начальником 1-й Повстанческой дивизии был назначен Крапивянский Н. Г., начальником штаба Петриковский (Петренко) С. И..
1-я Украинская повстанческая дивизия (в конце сентября 1918 года — 6700 штыков и 450 сабель) имела в своём составе:
- 1-й полк Червонного казачества — атаман Примаков В. М. (до ноября 1918 г., затем полк включён в состав 2-й Украинской повстанческой дивизии);
- 2-й повстанческий Таращанский полк (1000 человек) — атаман Баляс В. С. (позже Барон М. Д., затем Боженко В. Н.);
- 3-й повстанческий полк имени Богуна (с ноября 1918 г. — 1-й Богунский) (1000 человек) — атаман Щорс Н. А.;
- 3-й повстанческий Новгород-Северский полк (1000 человек) — атаман Черняк Т. В. (сформирован в ноябре 1918 г.);
- 4-й повстанческий (в октябре 1918 г. переименован в 6-й повстанческий) полк — до октября 1918 г. атаман Кисель Я. А.;
- 4-й повстанческий Нежинский полк — атаман Несмеян П. (с ноября 1918 г.);
- 5-й повстанческий полк (фактически — рота охраны 700 человек);
- 6-й повстанческий полк — в октябре — ноябре 1918 г. атаман Черняк Т. В. (в ноябре 1918 г. полк включён в состав 2-й Украинской повстанческой дивизии);
- 1-й лёгкий артдивизион (14 орудий) — атаман Хомиченко (с ноября 1918 г.);
- штабные и тыловые части и подразделения.

В каждом полку имелось от 10 до 18 пулемётов «Максим», 5 — 6 пулемётов «Кольт» и 20 — 30 пулемётов «Льюис».
В начале ноября 1918 года начальником дивизии был назначен Локатош И. С., комиссаром дивизии И. Панафидин. С 6 марта 1919 года в командование дивизией вступает Щорс Н. А..
На границе Харьковской губернии формировалась 2-я повстанческая дивизия. В начале декабря 1918 г. Украинские повстанческие полки и дивизии были переименованы в «Украинские советские». 1-я и 2-я Украинские советские дивизии входили в 1-ю Украинскую советскую армию.
9 января 1919 года в состав 1-й Украинской советской дивизии влился Брянский район пограничной охраны (одиннадцатый район) 3-го округа пограничной охраны (всего 352 человека), командир А. А. Богенгард.
В ноябре 1918 — феврале 1919 года 1-я Украинская советская дивизия вела наступление на Киев, освобождая от германских оккупантов и войск Директории УНР Чернигов, Киев, Фастов и другие города и сёла Украины.
В июне — июле 1919 года 1-я Украинская советская дивизия участвует в боях с войсками С. Петлюры в районах городов Коростень, Олевск, Житомир, Шепетовка, Староконстантинов, Новоград-Волынский, Ровно, Дубно, Сарны.
16 июня 1919 года на базе 3-й пограничной дивизии была сформирована 44-я пограничная дивизия. Начальником дивизии с 01.07.1919 по 21.08.1919 был Дубовой И. Н..
15 августа 1919 года, в ходе переформирования Украинских советских дивизий в регулярные части и соединения единой Красной Армии, 1-я Украинская советская дивизия под командованием Н. А. Щорса и 44-я пограничная дивизия под командованием И. Н. Дубового были объединены в 44-ю стрелковую дивизию под командованием Щорса Н. А.; Дубовой И. Н. назначен заместителем начальника дивизии. Дивизия состояла из четырёх бригад.

Согласно телеграммы Главкома № 129/Б приказываю:
…..

2) Части, ныне входящие в состав 1-й Украинской Армии, за исключением Особой Кавалерийской бригады, 2-й Украинской Стрелковой дивизии, 1-го и 2-го Интернациональных полков и местных войск, объединить в 44-ю Стрелковую дивизию (полки 388—396).

Начальником дивизии назначается тов. Щорс, Комиссаром — бывший член Реввоенсовета 1 Армии т. Ткалун— Приказ по войскам 12-й армии № 2, от 16 июня 1919 года.
В конце августа 1919 года, после убийства Щорса Н. А., начальником 44-й стрелковой дивизии стал Дубовой И. Н.

## Боевая деятельность
Дивизия до конца гражданской войны сражалась против армии Украинской Народной Республики под командованием С. В. Петлюры, русской Добровольческой армии под командованием генерала А. И. Деникина, участвовала в советско-польской войне в составе 12-й армии на Западном, Южном и Юго-Западном фронтах.
1920 год
Все войска, находившиеся на территории УССР, вошли в состав Вооружённых Сил Украины и Крыма.
С 10 декабря командующим Вооружёнными Силами Украины и Крыма назначен М. В. Фрунзе. Вооружённые Силы состояли из Киевского и Харьковского военных округов.
13 декабря дивизии присвоено почётное наименование «Киевская» и именное — имени Н. А. Щорса.
30 декабря Совет Народных Комиссаров СССР (председатель совета В. И. Ленин) принял решение сократить Красную Армию (РККА).
1921 год
44-я дивизия ликвидирует вооружённые группы Махно и Петлюры. Начальник дивизии — Дубовой И. Н.
В январе 1921 года 41-я кадровая стрелковая бригада, после расформирования 14-й и 12-й армий, входит в состав формирований войск Киевского военного округа и совершив марш по маршруту Жмеринка — Винница — Бердичев — Житомир дислоцируется в район города Радомысля Киевской губернии. В начале мая 1921 года (приказ КВКВО) полки стрелков 41-й кадровой стрелковой бригады переименовываются в 361-й, 362-й и 363-й стрелковые полки, а 41 сбр(к) входит в состав 44-й стрелковой дивизии вместо расформированной 132-й пластунской бригады и получает её № (сп также меняют №) и становится 132-й сбр 44-й сд.
Осенью в Вооружённых Силах Украины и Крыма проводились крупные манёвры войск. Проводились они в непосредственной близости от румынской границы, на Подолии. Руководил манёврами командующий Вооружёнными Силами Украины и Крыма М. В. Фрунзе. Эти мирные манёвры были первыми после окончания гражданской войны в России.
В них приняли участие:
- 1-й конный корпус Червоного казачества в составе 1-й Запорожской червоно-казачьей дивизии и 2-й Черниговской червоно-казачьей дивизии (командир корпуса Примаков В. М.)
- Кавалерийская бригада, командир бригады Котовский Г. И.
- 25 сд
- 24 сд
- 44 сд
- 45 сд

На Подольских манёврах участвовали военнослужащие, ранее отличившиеся в годы войны. Учения также продемонстрировали уровень боевой подготовки вооружённых сил СССР.
К сентябрю, когда реорганизация Красной Армии на территории Украины завершалась, 44-я Киевская стрелковая дивизия вошла в состав Киевского военного округа ВС Украины и Крыма.
С 1921 года красноармейцы дивизии стали читать окружной журнал «Красная рота». Окружная газета «Красная Армия» издавалась на украинском и русском языках.
1922 год
Начальник дивизии — Дубовой И. Н., заместитель начальника дивизии — Квятек К. Ф.
31 января введены нарукавные знаки различия командного состава Красной Армии. Командиры отделений, помощники командиров взводов, старшины, командиры взводов, командиры рот, командиры батальонов и артдивизионов, командиры полков, начальник дивизии получили на военную форму видимые знаки отличия. Располагались эти нарукавные знаки на полях клапанов: у военнослужащих стрелковых войск был цвет — красный, у кавалеристов — синий, у артиллеристов — чёрный.
21 апреля Совет Труда и Обороны принял постановление об объединении Киевского военного округа (командующий войсками округа И. Э. Якир) и Харьковского военного округа (командующий войсками округа А. И. Корк) в Юго-Западный военный округ (командующий войсками округа Германович М. Я.). Управление округа должно было находиться в городе Харьков. 44-я сд вошла в состав войск округа.
1 мая воины дивизии приняли военную присягу. Это торжественное мероприятие проводилось в первый раз после окончания гражданской войны.
27 мая Юго-Западный военный округ получил новое название Украинский военный округ.
В 1922 году началось формирование 8-го стрелкового корпуса, штаб в г. Житомире (Украинская ССР). Командир корпуса Грязнов И. К. 44-я Киевская сд имени Н. А. Щорса (заместитель командира дивизии К. Ф. Квятек) вошла в состав корпуса.
3 июня завершились организационные изменения новой структуры войск на территории Украины. Командующий Вооружёнными Силами Украины и Крыма М. В. Фрунзе назначен командующим войсками Украинского военного округа с сохранением прежнего названия должности командующий Вооружёнными Силами Украины и Крыма, а штаб Вооружённых Сил Украины и Крыма переименован в штаб Украинского военного округа.
30 декабря советские республики объединились в Союз Советских Социалистических Республик.
1923 год
8 августа в СССР декретом ЦИК и СНК СССР введена территориально-милиционная система организации Вооружённых Сил.
28 августа вместо Революционного военного совета РСФСР создан Революционный военный совет СССР. Председателем РВС остался Л. Д. Троцкий.
С 1 ноября на базе частей 44-й и 45-й стрелковых дивизий (по другим данным только из 45-й сд) в районе городов Бердичев, Фастов и Шепетовка формировалась как 45-я территориальная (литер «Б») сд. Управление дивизии в г Белая Церковь.
1924 год. Военная реформа 1924—1925 годов.
Дивизия входила в состав 8-го ск УкрВО.
Состав дивизии:
- управление
- 130-й сп
- 131-й сп
- 132-й сп
- корпусные части и подразделения (артдивизион 16 орудий)

Красноармейцы дивизии читали окружной журнал «Красная рота». Окружная газета «Красная Армия» издавалась на украинском и русском языках.
28 марта в состав 45-й территориальной (литер «Б») сд был включён 131-й стрелковый полк 44-й сд.
В апреле командующим войсками Украинского военного округа назначен Егоров А. И.. Управление округа находилось в городе Харькове. Начальник политического управления округа — Затонский В. П.. Исполняющий обязанности начальника штаба округа — Лонгва Р. В.
Весной проведён первый регулярный призыв в Красную Армию. Эти изменения позволяли теперь проводить регулярные занятия по боевой подготовке.
В соответствии с решениями 1-го Всесоюзного артиллерийского совещания летом 1924 года в стрелковых дивизиях создаются двухдивизионные артиллерийские полки.
7 октября приказом председателя РВС СССР Троцкого Л. Д. стрелковые дивизии переводятся на единую организационную структуру.
Осенью проведён второй регулярный призыв в Красную Армию.
1925 год
44-я сд состояла:
- - управление
  - 130-й сп (1,2,3-й стрелковые батальоны, батарея полковой артиллерии и обслуживающие подразделения)
  - 131-й сп (1,2,3-й стрелковые батальоны, батарея полковой артиллерии и обслуживающие подразделения)
  - 132-й сп (1,2,3-й стрелковые батальоны, батарея полковой артиллерии и обслуживающие подразделения)
  - дивизионные части и подразделения:
    - лёгкий артполк (два дивизиона)
    - отдельный кавалерийский эскадрон
    - специальные подразделения

Численный состав дивизии мирного времени был 6516 человек, а в военное время — до 12 800 человек.. Дивизия имела на вооружении 54 орудия, 81 ручной пулемёт, 189 станковых пулемётов, 243 гранатомёта.
В боевой подготовке стрелковых соединений основное внимание уделялось на тактическую и стрелковую подготовку, от которых зависела боеспособность подразделений, частей и соединений на войне.
Воины на занятиях изучали также Боевые уставы пехоты, кавалерии, артиллерии, Устав по стрелковому делу, строевой, дисциплинарный уставы и Устав внутренней службы, наставления и руководства по материальной части оружия, инженерному делу, связи, артиллерии.
1926 год
44-я сд. Управление в г. Житомир, командир дивизии Квятек К. Ф.
Состав:
- 130-й Богунский стрелковый полк;
- 131-й Таращанский стрелковый полк;
- 132-й Донецкий стрелковый полк.

В апреле прошла IV партконференция округа, на которой коммунисты единодушно осудили «новую оппозицию» (троцкистов) и одобрили решения XIV съезда партии, провозгласившего курс на социалистическую индустриализацию страны.
1927 год
Личный состав полков, батальонов, дивизионов дивизии на учениях отрабатывали темы: «Наступление на закрепившегося противника»; «Бой на речных преградах, форсирование рек»; «Оборона на широком фронте». Учились взаимодействовать пехота и кавалерия с артиллерией и другими родами войск, командиры отрабатывали организацию противовоздушной обороны в различных условиях боевой деятельности. Командир дивизии — Квятек К. Ф.
1928 год
Командир дивизии — К. Ф. Квятек. В 1928 Квятек окончил Высшие Академические Курсы РККА и назначен командиром 7-й стрелковой дивизии.
За боевые заслуги в годы Гражданской войны дивизия награждена Почётным революционным Красным Знаменем.
1929 год
В Красной Армии внедряется социалистическое соревнование за изучение и сбережение боевой техники и оружия. Части и подразделения дивизии боролись за право получить Красное знамя дивизии, отделения — за право рапортовать ЦК Компартии Украины об успехах в боевой учёбе.
В 1930 году за успехи в боевой и политической подготовке дивизия награждена орденом Красного Знамени.
1931 год
Командир дивизии — Д. Т. Козлов. Дивизия охраняла западную сухопутную советско-польскую границу.
Состав дивизии:
- Управление дивизии в г. Житомир
- 130-й сп в г. Шепетовка
- 131-й сп в г. Житомир
- 132-й сп в г. Житомир
- Корпусные части:
  - 44-й артполк в г. Житомир
  - 44-й конный эскадрон в г. Новоград-Волынский
  - 44-я рота связи в г. Житомир
  - 44-я сапёрная рота в г. Житомир

В начале 1930-х годов воины изучали новое вооружение поступавшее в части под лозунгом «За овладение техникой!» Красноармейцы изучали правила хранения и эксплуатации техники, боролись умелое её использование на занятиях. В частях велась военно-техническая пропаганда. Большое место пропаганде технических знаний на своих страницах уделяла армейская печать. С 10 апреля 1931 окружная газета «Красная Армия» стала выходить со специальным приложением с названием «За технику!» В этой работе принимала участие и многотиражная газета 44-й дивизии.
1932 год
Началось строительство приграничного Новоград-Волынского укреплённого района № 7. Долговременные огневые сооружения района должны были соединить укрепления Коростеньского и Летичевского УРов между которыми был промежуток свыше 140 километров. Этот укреплённый район закрывал Житомирское и далее Киевское направление.
1933 год
В составе 44-й сд сформировано танковое подразделение.
1934 год
Подведены итоги социалистического соревнования между Украинским и Белорусским военными округами. Победителем стал Украинский ВО. 44-я дивизия показала высокие результаты в боевой и политической подготовке и вошла в число лучших соединений РККА.
1935 год
Социалистическое соревнование всё больше входило в процесс боевой и политической подготовки личного состава. Оно проводилось под лозунгами: «Все коммунисты и комсомольцы — отличные стрелки!», «Ни одного отстающего в огневой подготовке!»
17 мая Украинский военный округ разделён на Киевский военный округ и Харьковский военный округ. 8-й ск (44-я, 100-я, 2-я Туркестанская сд) вошёл в состав КиевВО.
1 июля 44-я Киевская Краснознамённая сд им. Н. А. Щорса (кадровая) 8-го ск дислоцировалась в следующих гарнизонах:
- Гарнизон г. Житомира: управление дивизии, дивизионные части — 44-й артполк, танковое подразделение, отдельный сапёрный батальон, отдельный батальон связи и другие; 130-й Богунский стрелковый полк; 132-й Донецкий стрелковый полк.
- Гарнизон г. Новоград-Волынска: 131-й стрелковый Таращанский полк.

12-17 сентября в округе проводились тактические учения, которые вошли в историю Советских Вооружённых Сил под названием больших Киевских манёвров. В них участвовали все рода войск: пехота, конница, воздушно-десантные, артиллерийские, бронетанковые, авиационные части и соединения. На этих манёврах отрабатывались прорыв укреплённой оборонительной полосы стрелковым корпусом, усиленным танковыми батальонами и артиллерией РГК, развитие прорыва кавалерийским корпусом, применение крупного авиадесанта, манёвр механизированного корпуса совместно с кавалерийской дивизией с целью окружения и уничтожения в своём тылу прорвавшейся группы противника. Впервые в Европе проверялась теория глубокого боя и глубокой операции. 45-й мехкорпус участвовал на стороне синих, которые прорывали укреплённую полосу обороны противника.
44-я сд 8-го ск входила в состав 3-й армии «красных». Командующий войсками С. А. Туровский (заместитель командующего войсками Харьковского военного округа).
Состав армии:
- 8-й ск (44-я, 100-я, 2-я Туркестанская сд, специальные части, 8-й корпусной авиаотряд). Командир корпуса М. А. Антонюк.
  - 44-я сд. Командир дивизии Д. Т. Козлов
  - 100-я сд. Командир дивизии В. А. Юшкевич
  - 2-я Туркестанская сд
- 45-й механизированный корпус (133-я, 134-я мбр, 135-я спбр, специальные части). Командир корпуса А. Н. Борисенко.
- 9-я кавалерийская дивизия 1-го кавалерийского корпуса
- специальные части
- авиационные части

Цель «Красных» — изучив данные разведки и предвидя нападение «синих», на направлении главного удара противника поставить 8-й ск. Для окружения и ликвидации прорвавшихся групп «противника» предусматривалось использование конно-механизированной группы: 45-го механизированного корпуса совместно с 9-й кд. Для ликвидации авиадесантных групп создавался подвижный отряд из стрелковых, кавалерийских и танковых подразделений, в котором созданы истребительные отряды.
12 сентября в 12.00 учения начались. Войска выходили в исходные районы. Одновременно шла подготовка наступления 5-й армии «синих». В ночь на 13 сентября стороны начали разведывательную деятельность. Разведывательные роты и батальоны стрелковых корпусов 5-й армии двинулись к переднему краю обороны «красных».
Утром 13 сентября 5-я армия «синих» силами 17-го ск, приданных ему танковых батальонов и артиллерии РГК, перешла в наступление, сосредоточивая основные усилия на прорыв фронт в районе г. Житомира и наносила удар в направлении г. Киева. Наступающие войска активно поддерживала авиация.
«Синие» силами их пехотных и танковых частей, сопровождаемые огневым валом, прорвали оборону «красных». Завязался «бой» в глубине обороны «красных».
Для развития своего успеха командующий войсками 5-й армии «синих» И. Н. Дубовой ввёл в прорыв конно-механизированную группу в составе трёх кавалерийских дивизий 2-го кк, танковой бригады, трёх механизированных полков.
На направление главного удара противника выдвигался 8-й ск «красных». По противнику наносила удары авиация.
Командующий войсками 3-й армии «красных» С. А. Туровский определил направление главного удара «синих», принял решение ввести в бой резервы, начал быстро сосредоточивать сильную группировку подвижных войск на левый фланг 3-й армии с целью флангового удара по группировке противника, наносящей удар, и принял все меры, чтобы задержать продвижение «синих» на г. Киев. В группу войск входили 8-й ск, 45-й мк, 9-я кд.
14 сентября командующий войсками 3-й армии «красных», предвидя нападение «синих» в наиболее уязвимом месте, противопоставил им 8-й ск. Для окружения и ликвидации прорвавшихся групп «противника» командующий планирует ввести в действие 45-й мк совместно с 9-й кд.
45-й мк «красных», усиленный стрелковыми войсками, с утра 14 сентября перешёл в контрнаступление, вышел главными силами в тыл «синих».
15 сентября «красные» полностью окружили прорвавшую оборону 5-ю армию «синих». К исходу дня учения закончились, войскам был дан отбой.
В ходе учений большую физическую нагрузку выдержали красноармейцы всех родов войск. Стрелковые полки с «боями» совершали переходы по 30—40 км в сутки. Танковые части прошли в общей сложности до 650 км.
16 сентября состоялся разбор учений.
1936 год
Шепетовские манёвры. 12-15 сентября 44-я Киевская Краснознамённая сд имени Н. А. Щорса, командир дивизии Д. Т. Козлов, участвовала в окружных тактических учениях. Цель учений — совершенствование боевой подготовки войск. Учения проходили в районе г. Шепетовка Винницкой области, г. Бердичев, г. Житомир. В учениях принимали участие соединения, сформированные в 1936 году. Руководитель учений был командарм 1 ранга И. Э. Якир, его заместителем был помощник командующего войсками округа по кавалерии комкор Тимошенко С. К. Партийно-политической работой на учениях руководил армейский комиссар 2 ранга Амелин М. П.. Штаб руководства возглавлял начальник штаба округа комдив Бутырский В. П.
Участники: с одной стороны — 7-й кавалерийский корпус (2-я, 23-я, 26-я кавдивизии) с приданными ему 15-й, 17-й механизированными бригадами и 135-й стрелково-пулемётной бригадой, 35-й истребительной авиаэскадрильей; с другой стороны — 8-й стрелковый корпус (44-я и 100-я стрелковые дивизии и 3-я кавалерийская дивизия) с приданными ему 12-й, 22-й механизированными бригадами, 34-й истребительной авиаэскадрильей. В стрелковых дивизиях и механизированных бригадах было 450 танков. В авиаэскадрильях было 56 самолётов.
На манёврах войска отрабатывали вопросы наступательного боя и организации подвижной обороны в условиях лесисто-болотистой местности, организации и проведения марша кавалерийского корпуса в предвидении встречного боя с конно-механизированной группой противника, прорыва оборонительной полосы с преодолением водной преграды, ведения подвижной обороны и управления войсками.
15 сентября учения завершились. Начальник Генерального штаба Маршал Советского Союза А. И. Егоров действия войск и штабов на учениях оценил на отлично.
После учений заместитель Народного комиссара обороны Маршал Советского Союза М. Н. Тухачевский побывал на занятиях по боевой подготовке 1-го батальона (командир батальона капитан К. П. Трощий) 132-го стрелкового полка 44-й стрелковой дивизии. Он оставил запись в книге почётных гостей с высокой оценкой результатов боевых стрельб и физической подготовки.
По призыву Политуправления округа в стахановское движение включаются соединения и части округа. Звание стахановца присваивалось подразделениям, частям и соединениям, которые отлично изучили боевую технику, берегли военное имущество, экономили горючие и смазочные материалы.
За большие успехи, достигнутые в освоении боевой техники, Совет Народных Комиссаров СССР наградил орденом Ленина командира 44-й сд Д. Т. Козлова, орденом Красной Звезды начальника политического отдела 44-й сд П. Н. Якимова, командира 44-го артполка 44-й сд М. А. Шамшеева, помощника командира полка по политической части 44-го артполка 44-й сд И. Ф. Поддубного.
1937 год
В октябре проводились опытно-показательные учения соединений и частей Житомирского гарнизона.
Состав гарнизона:
- Управление 8-го корпуса. Корпусные части: 8-й корпусной авиационный отряд, отдельный сапёрный батальон, отдельный батальон связи, другие подразделения. Командир корпуса М. А. Антонюк.
- 44-я сд (кадровая). Управление дивизии. Дивизионные части: 44-й артполк, 44-й конный эскадрон, 44-я сапёрная рота, танковое подразделение, 131-й сп, 132-й сп. Командир дивизии Д. Т. Козлов.

На подведении итогов учений, командующий войсками КВО командарм 2-го ранга И. Ф. Федько отметил, что командиры, политработники и красноармейцы действовали с большим энтузиазмом, демонстрируя воинское мастерство.
В приказе от 4 ноября командующий войсками отметил, что Житомирские манёвры показали высокую организованность, политическую сознательность и боевую выучку личного состава войск округа.
1938 год
26 июля Главный Военный совет Красной Армии преобразовал Киевский военный округ в Киевский Особый военный округ и создал в округе армейские группы. 44-я сд, входившая в состав 8-го ск, вошла в состав Житомирской армейской группы.
20 сентября с целью оказания помощи Чехословакии по директиве народного комиссара обороны К. Е. Ворошилова войска Житомирской армейской группы приводятся в боевую готовность и выводятся в район западнее г. Новоград-Волынского к 23 сентября. В состав группы входили: 15-й стрелковый корпус и 8-й стрелковый корпус. В составе последнего была 44-я стрелковая дивизия.
Войска армейской группы находились в боевой готовности вблизи государственной границы СССР до октября. После захвата Германией Судетской области Чехословакии боевая готовность была отменена.
1939 год
В январе командиром дивизии назначен полковник Виноградов А. И. Управление дивизии и все части дивизии — в г. Житомире.
С 1 августа по 1 декабря командование Красной Армии планировало провести в Новоград-Волынском УРе следующие мероприятия:
- Скадрировать третьи стрелковые батальоны в трёх сп 44-й сд, оставив вместо них кадры по 22 человека. Всего 729 чел.

1 сентября началась германо-польская война.

### Польский поход
14 сентября Военный совет КОВО получил директивы Народного комиссара обороны СССР Маршала Советского Союза К. Е. Ворошилова и Начальника Генерального штаба РККА — командарма I ранга Б. М. Шапошникова за № 16633 и 16634 соответственно «О начале наступления против Польши».
Управление и войска Житомирской армейской группы, в их числе и 44-я сд, начали подготовку к освободительному походу.
16 сентября Житомирская армейская группа переименована в Шепетовскую армейскую группу Украинского фронта. 8-й ск, развернулся в районе г. Острог — г. Славута, должен был к исходу 17 сентября занять г. Дубно.
17 сентября начался Польский поход РККА. С 5.00 до 6.00 войска Шепетовской армейской группы перешли границу, сломив незначительное сопротивление польских пограничных частей. В первом эшелоне 8-го стрелкового корпуса шла 36-я легкотанковая бригада в сторону г. Дубно. При дальнейшем продвижении по территории Украины выяснилось, что противник отходит в западном направлении и не пытается оказывать сопротивление. Полки дивизии в походных колоннах продвигались на запад Украины, имея на своём пути незначительное количество очагов сопротивления противника.
18 сентября Шепетовская армейская группа переименована в Северную армейскую группу.
Войска 8-го стрелкового корпуса 19-20 сентября совершали марш к г. Владимир-Волынский.
В 10.30 21 сентября в штаб Украинского фронта поступил Приказ наркома обороны СССР № 16693, об остановке войск на линии, достигнутой передовыми частями к 20.00 20 сентября. Перед войсками ставилась задача находиться в состоянии полной боеготовности, быть готовыми двигаться далее.
22 сентября 44-я и 81-я сд 8-го стрелкового корпуса вышли на фронт Владимир-Волынский — Сокаль. К закату солнца 22 сентября войска Северной армейской группы вышли на линию населённых пунктов г. Ковель — Рожице — г. Владимир-Волынский — Иваничи.
28 сентября Северная армейская группа переименована в 5-ю армию.
В период Польского похода 1939 года 44-я стрелковая дивизия находилась в составе Действующей армии с 17 по 28 сентября 1939 года. Участвовала в успешном столкновении с поляками при Хусынне.
2 октября 1939 года дивизия была в составе 8-го стрелкового корпуса 5-й армии Украинского фронта.

### Советско-финляндская война 1939—1940
С началом советско-финской войны дивизия, укомплектованная приписным составом до штатов военного времени, за счёт частей 80-й сд, 81-й сд и АБ, была переброшена из Житомира в Карелию, сосредоточена во второй половине ноября 1939 года в районе деревни Кимасозеро (Муезерский район) и подчинена 9-й армии (командующий комкор М. П. Духанов, со второй половины декабря 1939 года комкор В. И. Чуйков).
В середине декабре 1939 года 44-я стрелковая дивизия была направлена на помощь 163-й стрелковой дивизии, попавшей под Суомуссалми в полуокружение.

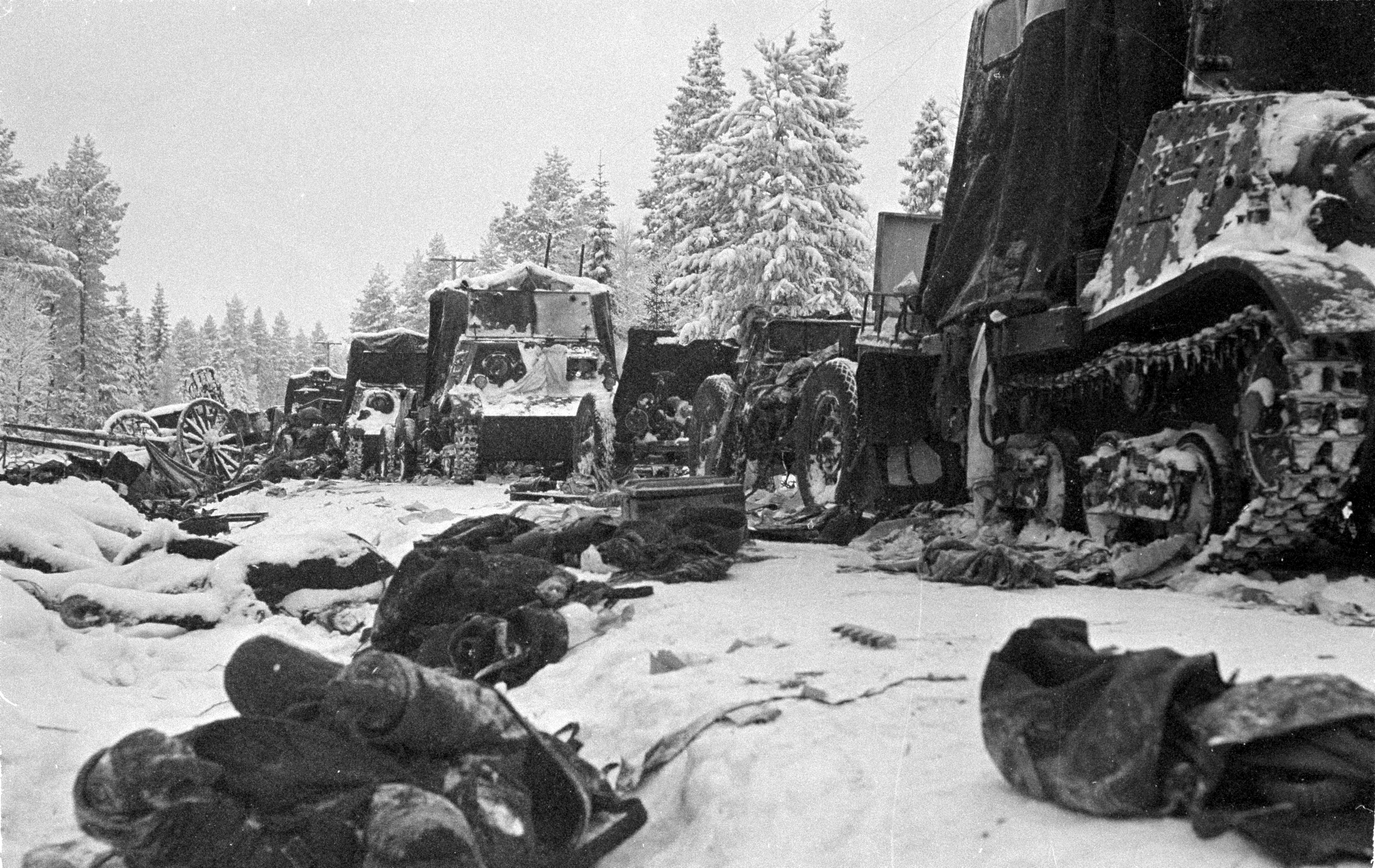
Уничтоженная на Раатской дороге советская колонна

Продвигавшаяся без организации боевого охранения колонной по окружённой лесом Раатской дороге, дивизия растянулась на 30 километров и 22 декабря 1939 года была остановлена заслоном противника в 12 километрах от Суомуссалми. Затем финны, действуя с флангов силами мобильных отрядов лыжников, расчленили дивизионную колонну на 6 частей. Все коммуникации оказались перерезанными. Снег и характер местности препятствовали комдиву Виноградову в полной мере использовать имевшуюся у него боевую технику. Не имевшие зимнего обмундирования красноармейцы страдали от мороза, достигавшего 40 градусов. Подразделения дивизии лишились подвоза боеприпасов, горючего, продовольствия, не имели возможности эвакуировать раненых. Скученные на небольшом участке люди и техника подверглись интенсивному обстрелу стрелковым оружием, в том числе снайперами, и артиллерией противника. Предпринятые 2-4 января попытки прорыва оказались безуспешными.
Утром 5 января 1940 противник начал решающую атаку. В 21:30 6 января Виноградов, получив соответствующий приказ из штаба 9-й армии, приказал своей дивизии отступать. Часть бойцов ушла на север, через озеро Киантаярви, но большинство из них замёрзло. Остальные двинулись на восток, однако были встречены сильными заслонами противника. Остатки дивизии отошли к границе. После прекращения организованных боевых действий финны занимались поиском и пленением оставшихся в живых, большей частью раненых и обмороженных, красноармейцев.
В боях на Раатской дороге 44-я стрелковая дивизия понесла тяжёлые потери в личном составе: из почти 14 тысяч приписного состава, погибло и пропало без вести от 4 тыс. (по советским данным) до 9 тыс. (по последним финским данным) военнослужащих. Потери материальной части составили: 37 76-мм пушек, 16 122-мм гаубиц, 25 45-мм пушек, 37 танков Т-26 и Т-38, 150 автомашин, 280 станковых и ручных пулемётов.
Всю вину за поражение советское руководство возложило на бойцов и командиров дивизии.

Командир дивизии А. И. Виноградов, начальник политотдела И. Т. Пахоменко и начальник штаба О. И. Волков 11 января 1940 года были расстреляны перед строем (в 1990 году реабилитированы).

### Присоединение Бессарабии и Северной Буковины к СССР
В марте дивизия вновь была передислоцирована на Украину и в июне включена в состав 49-го стрелкового корпуса 5-й армии Южного фронта, который должен был действовать против румынских частей в ходе присоединения Северной Буковины и Бессарабии.

### Переформирование
24 апреля 1941 года, согласно постановлению ЦК ВКП(б) и СНК СССР от 23 апреля 1941 года № 1112-459сс, 44-я стрелковая дивизия была переформирована в горнострелковую с оставлением прежних знаков отличия и участвовала в Великой Отечественной войне как 44-я Киевская Краснознамённая горнострелковая дивизия имени Щорса.

## Награды
- 13 декабря 1920 года — присвоено наименование «Киевская» и «имени Щорса».
- 29 февраля 1928 года — Почетное революционное Красное Знамя — награждена постановлением Президиума Центрального Исполнительного Комитета СССР от 29 февраля 1928 года в ознаменование десятилетия РККА и отмечая боевые заслуги на различных фронтах гражданской войны, начиная с 1918—1919 года.[7]
- 2 июля 1930 года —  Орден Красного Знамени — награждена постановлением Президиума Центрального Исполнительного Комитета СССР от 2 июля 1930 года за боевые отличия и заслуги (объявлено приказом Революционного Военного Совета СССР № 33/2 от 3 сентября 1930 года).[8]

## Начальники (командиры) дивизии

### Начальники
- Щорс, Николай Александрович, 21.08.1919 — 30.08.1919,
- Дубовой, Иван Наумович, 30.08.1919 — 10.09.1919,
- Миронов, 10.09.1919 — 16.10.1919,
- Волков, Пётр (временно исполняющий должность), 16.10.1919 — 24.10.1919,
- Дубовой, Иван Наумович, 24.10.1919 — 01.01.1922, (или 01.07.1919-хх.06.1924)
- Серышев, Степан Михайлович: с 09 июня 1924 по 08.1924,
- Козко, Владимир Иванович, 08.10.1925 — 09.1926, отстранён от должности и уволен из РККА,
- Квятек, Казимир Францевич, сентябрь 1926—1928, декабрь 1930 — февраль 1931,
- Штромбах, Ярослав Антонович, 1929 — декабрь 1930, осуждён коллегией ОГПУ и расстрелян 27.05.1931 как активный участник дела «Весна».[~ 9][~ 10]
- Козлов, Дмитрий Тимофеевич, 15.02.1931 — 22.07.1937, комдив (с ноября 1935).[9]

### Командиры
- Виноградов, Алексей Иванович, 30.11.1939 — 07.01.1940, комбриг, осуждён трибуналом и расстрелян 11.01.1940,
- Ткаченко, Семён Акимович, 08.01.1940 — 19.09.1941, полковник, c 29.04.1940 комбриг, с 05.06.1940 генерал-майор.

### Начальники штаба
- Герасименко, Василий Филиппович, хх.12.1934 — 08.08.1937,
- Буданов, Фёдор Иванович, 13.3.1937 — 17.2.1939[10].

## Известные люди, связанные с дивизией
- Балабанов, Василий Михайлович (6.8.1920 — 20.7.1928) командир 3-го, 2-го и гаубичного артиллерийских дивизионов дивизии, и.д. начальника артиллерии дивизии, С 10 октября 1924 года —  командир 44-го артиллерийского полка 44-й стрелковой дивизии. Впоследствии советский военачальник, гвардии генерал-майор танковых войск[11].